# 疋野神社
疋野神社（ひきのじんじゃ）は、熊本県玉名市に鎮座する神社である。延喜式内社で、旧社格は県社。

## 由緒
創建年は不詳であるが、社伝によれば景行天皇の九州巡幸の際に祀られたという。
平安時代の「続日本後紀」には承和7年（840年）官社に列せられたとある。「延喜式神名帳」に記される肥後国四座のうちの一座であり、熊本県内において最も古い神社の一社である。
当時、この地方の豪族であった郡司日置氏（へきし）の守護神として崇拝されていたが、日置氏の没落後には衰退し、社殿の跡さえ不明になった。近世になり再興され、熊本藩主細川氏は厚い崇敬をよせた。

## 祭神
- 主祭神 - 波比岐神（はいきのかみ、はひきのかみ）、製鉄の神
- 配祀神 - 大年神（おおとしのかみ）、五穀豊穣の神

## 例祭日
- 10月15日

## 境内
- 疋野長者の御神陵
- 猿田彦石碑